# Санково (Ивановская область)
Санково — село в Гаврилово-Посадском районе Ивановской области России, входит в состав Петровского городского поселения.

## География
Село расположено на берегу реки Нерль в 11 км на юго-восток от центра поселения посёлка Петровский и в 19 км на восток от райцентра города Гаврилов Посад.

## История
В старинных письменных документах Санково под названием Сенково упоминается в «Описи укреплений города Владимира» от 1674 года. Во второй половине XVII столетия в Санкове существовала уже церковь. В 1803 году на средства прихожан вместо бывшей деревянной церкви была построена каменная двухэтажная церковь с колокольней и оградоай. Престолов в церкви было два: в нижнем этаже — главный престол — в честь Святителя и Чудотворца Николая, в верхнем этаже — в четь Казанской иконы Божьей Матери. В 1893 году приход состоял из села (36 дворов) и деревни Урусобино. Всех дворов в приходе 96, мужчин — 293, женщин — 306. В годы Советской Власти церковь была полностью разрушена.
В конце XIX — начале XX века село входило в состав Бородинской волости Суздальского уезда Владимирской губернии.
С 1929 года село входило в состав Петрово-Городищенского сельсовета Гаврилово-Посадского района, с 1979 года — в составе Липово-Рощинского сельсовета, с 2005 года — в составе Петровского городского поселения.

## Население
| 1859 | 1905 | 2010 | 2013 |
| ---- | ---- | ---- | ---- |
| 196  | ↗230 | ↘27  | ↗32  |